# Jowkowo

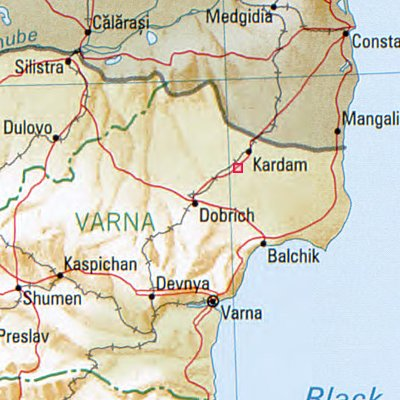
Jowkowo (rotes Viereck) – Bulgarien – Nachbarorte: Dobritsch, Kardam, Baltschik, Mangalia, Silistra, Dulowo, Schumen, Kaspitschan, Dewnja, Warna

Jowkowo [ˈjɔfkovo] (bulg. Йовково) ist ein Dorf in Nordostbulgarien. Es liegt in der Dobrudscha, in der Oblast Dobritsch und der Gemeinde General Toschewo.

## Geographie
Das Dorf liegt ca. 38 km nördlich der Stadt Dobritsch und 1 km von der bulgarisch-rumänischen Grenze entfernt. Die Entfernung zur nächsten Stadt auf rumänischer Seite – Negru Vodă – beträgt ca. 8 km.

## Bulgarisch-rumänischer Grenzübergang
Da die Grenze zwischen Bulgarien und Rumänien hauptsächlich entlang der Donau verläuft und die einzige Donaubrücke bei Russe liegt, gab es vor dem EU-Beitritt von Bulgarien und Rumänien nur wenige Grenzübergänge. Neben der Donaufähre zwischen Widin und Calafat war das der Grenzübergang zwischen Jowkowo und Negru Vodă. Da die Donau hier weiter nördlich verläuft, war dieser Grenzübergang auf trockenem Boden (ohne Brücke oder Fähre).